# Victoria Island (Lagos)
Victoria Island est un quartier qui se situe au Sud-Est de Lagos au Nigéria, dans la péninsule de Lekki. C'est un des quartiers les plus riches de Lagos, avec de très nombreux centres d'affaires, restaurants et boîtes de nuit.